# Slavutský rajón
Slavutský rajón (ukrajinsky Славутський район) byl rajón v Chmelnycké oblasti na Ukrajině. Hlavním městem byla Slavuta a rajón měl přibližně 28 tisíc obyvatel. 

## Sídla v rajónu
- Slavuta